# 横浜美術館
横浜美術館（よこはまびじゅつかん）は、神奈川県横浜市西区みなとみらいにある美術館。1989年（平成元年）3月25日に横浜博覧会のパビリオンとして開館、博覧会終了後の同年11月3日に正式開館した。みなとみらい地区の歩行者動線・都市軸の一部であるグランモール公園沿い（同地区の36街区）に位置する。
改修工事のため2021年（令和3年）2月より開館以来初の長期休館をしたのち、2024年（令和6年）3月15日に第8回横浜トリエンナーレの開幕に合わせてリニューアル再開館、通常の美術館としては2025年（令和7年）2月8日に全館再オープンした（詳細は後節）。

## 特徴
建物は延床面積26,829m2、丹下健三都市建設設計事務所の設計である。
幕末以降の横浜ゆかりの作品群、セザンヌ、マグリットなどの作品も所蔵している（後節の「#主な収蔵作品」も参照）。
また、横浜が日本の写真発祥の地にあげられることから写真部門を設けており、写真の収集・展示に力を入れているほか、「みる、つくる、まなぶ」を三本の柱とする複合美術施設である。
ヨコハマトリエンナーレ2011よりメイン会場の一つとして利用されている。

## 管理運営
管理運営は1989年（平成元年）の開業時期と同時に設立された横浜市美術振興財団を経て、2002年（平成14年）4月に横浜市文化振興財団との統合により財団法人横浜市芸術文化振興財団が担っていた。
その後2006年（平成18年）4月に本施設に指定管理者制度を導入、2年間の試験導入期間を経て、横浜市芸術文化振興財団、相鉄エージェンシー（現・横浜メディアアド）、三菱地所ビルマネジメント（現・三菱地所プロパティマネジメント）の3法人が第1期にあたる2008年（平成20年）4月から2012年（平成24年）までの指定管理者として選定された。
2009年（平成21年）7月には横浜市芸術文化振興財団が公益法人としての認可を受け公益財団法人に移行、その後2013年（平成25年）4月には横浜市の「政築協働型の指定管理者制度」により、同法人が2013年（平成25年）から2022年（令和4年）までの第2期と、2023年（令和5年）から2032年（令和14年）までの第3期をそれぞれ非公募単独指名により指定管理者として選定されている。

## 主な施設・設備
施設は地上3階建て（一部8階建て）で美術情報センター、ミュージアム・ショップ、レストランなどの施設がある。
- 駐車場 - 収容台数148台。屋内駐車場完備[9]。
- 子どものアトリエ - 光と音のスタジオ、プレイルーム、クラフトルームなどのスペースを備える。表現と創作体験を通じた教育を目的とした設備。「親子のフリーゾーン」など小学6年生（12歳）までを対象としたワークショップ等が年間を通して実施されている。広さは631m2[9][10][11]。
- 市民のアトリエ - 12歳以上を対象としたワークショップを通じて市民が創作体験する場として、絵画制作を行うオープンスタジオ平面室、陶芸・彫塑を行うオープンスタジオ立体室、各種版画の作成を行うオープンスタジオ版画室を備える。広さは586m2[9][10][11]。
- ミュージアムショップ - 美術館に併設されている。
- カフェ・レストラン小倉山は2021年の休業とともに閉店。2024年11月の美術館オープンに合わせ「馬車道 十番館 横浜美術館 喫茶室」がオープン。

## 主な収蔵作品
ヨーロッパ近代美術と日本近代美術の相互影響の足跡をたどれる作品を中心に収集している。
- 椿君之肖像 - 岸田劉生
- 小倉山 - 下村観山
- 草花とアカリョム - 長谷川潔
- 江上舟遊 - 横山大観
- 闍維 - 下村観山
- 夏汀 - 菱田春草
- なにものかへのレクイエム（夜のウラジーミル） - 森村泰昌
- ガルダンヌから見たサント=ヴィクトワール山 - ポール・セザンヌ
- 王様の美術館 - ルネ・マグリット
- 真夜中の太陽 - イサム・ノグチ
- 岩の上の女神 - ギュスターヴ・モロー
- ひじかけ椅子で眠る女 - パブロ・ピカソ
- ジョルジュ・ブラック - 画架
- 花と蝶 - ジョアン・ミロ
- ガラの測地学的肖像 - サルバドール・ダリ
- 少女が見た湖の夢 - マックス・エルンスト
- 階段 - ポール・デルヴォー
- 網の中の赤 - ヴァシリー・カンディンスキー
- 遠藤又左右衛門と従者 - エリファレット・ブラウン・ジュニア

ほか

## ギャラリー
外観

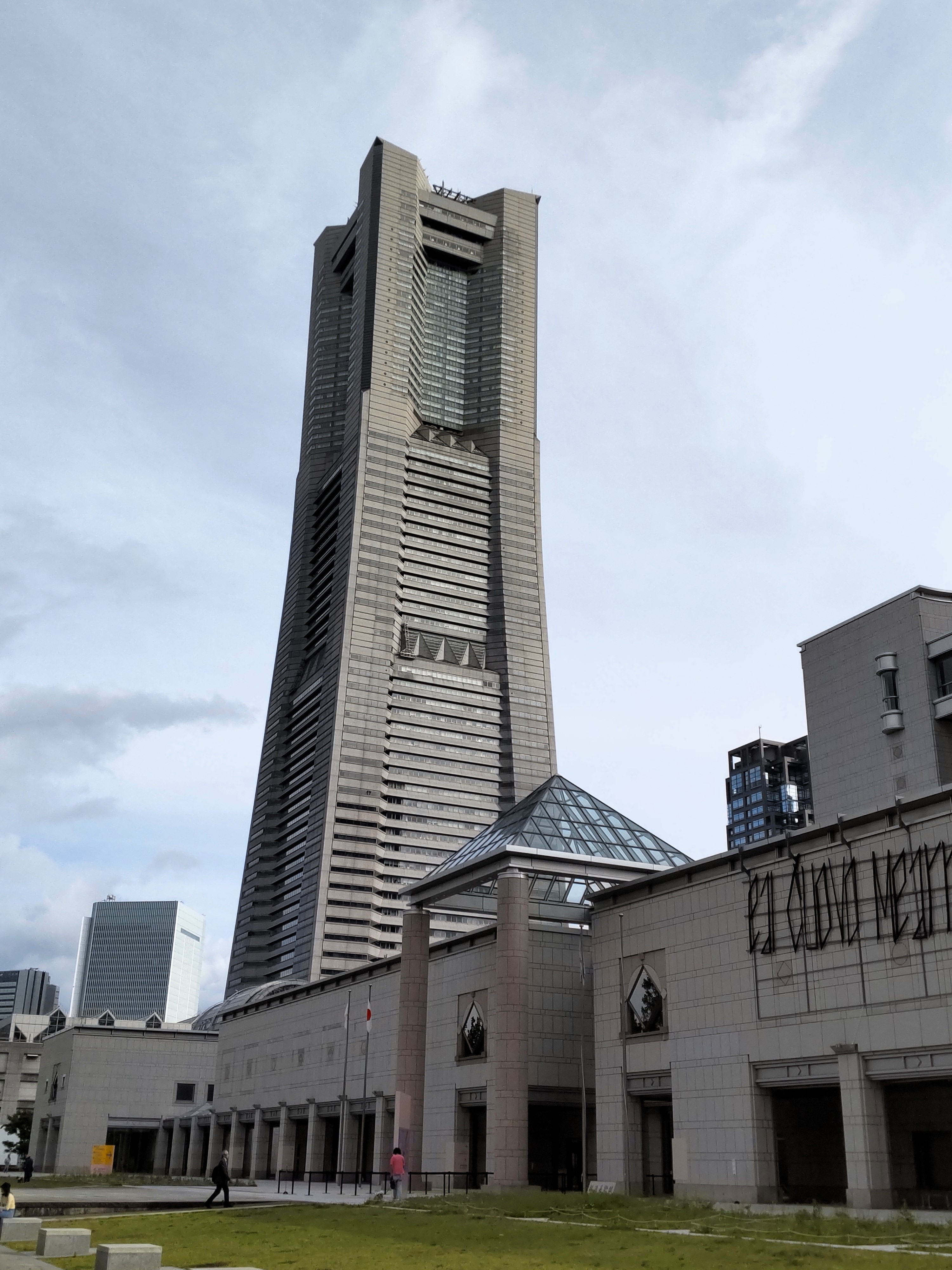
横浜ランドマークタワーを背景に撮影（2024年5月）
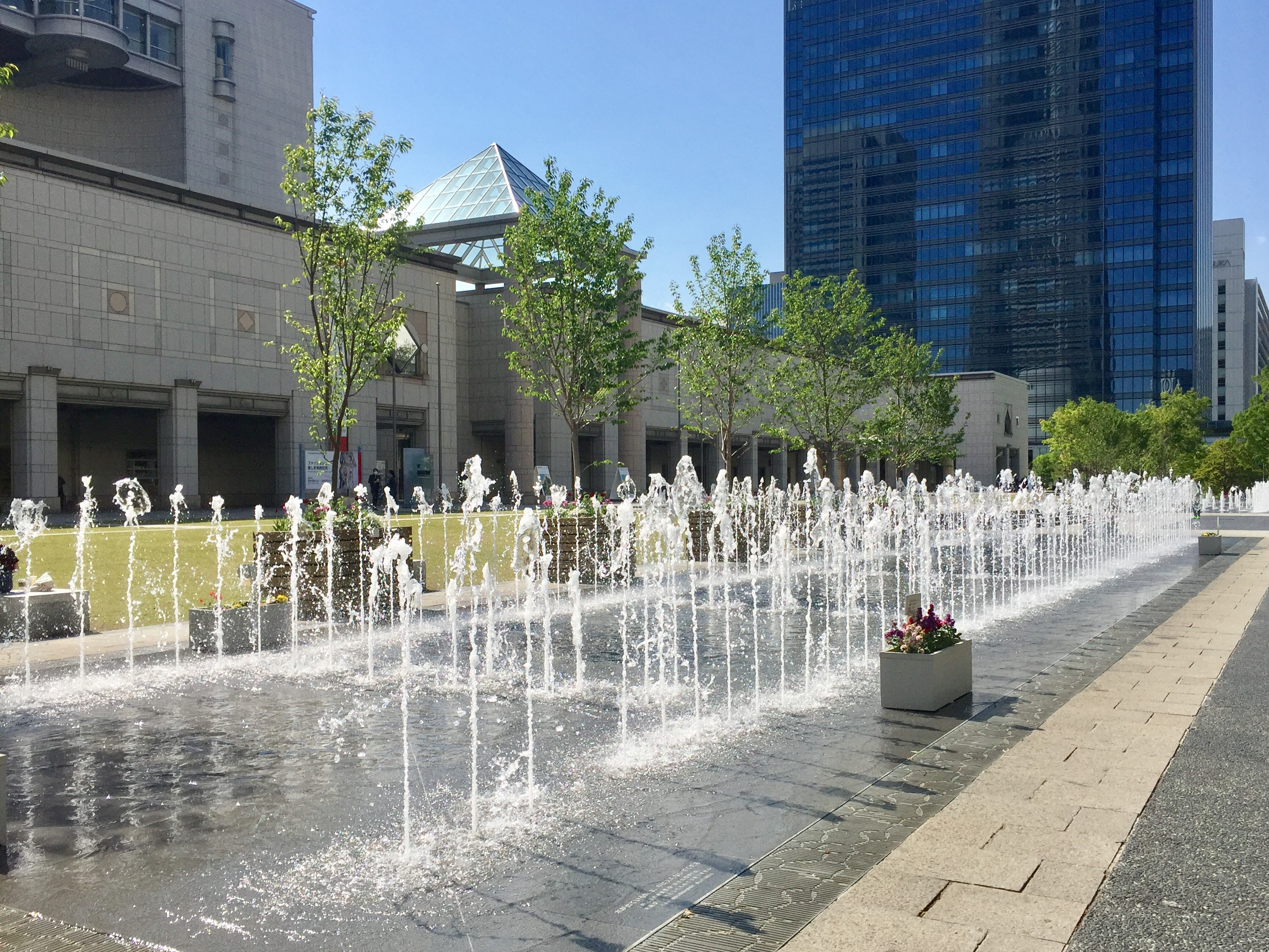
グランモール公園美術の広場より（2017年4月）
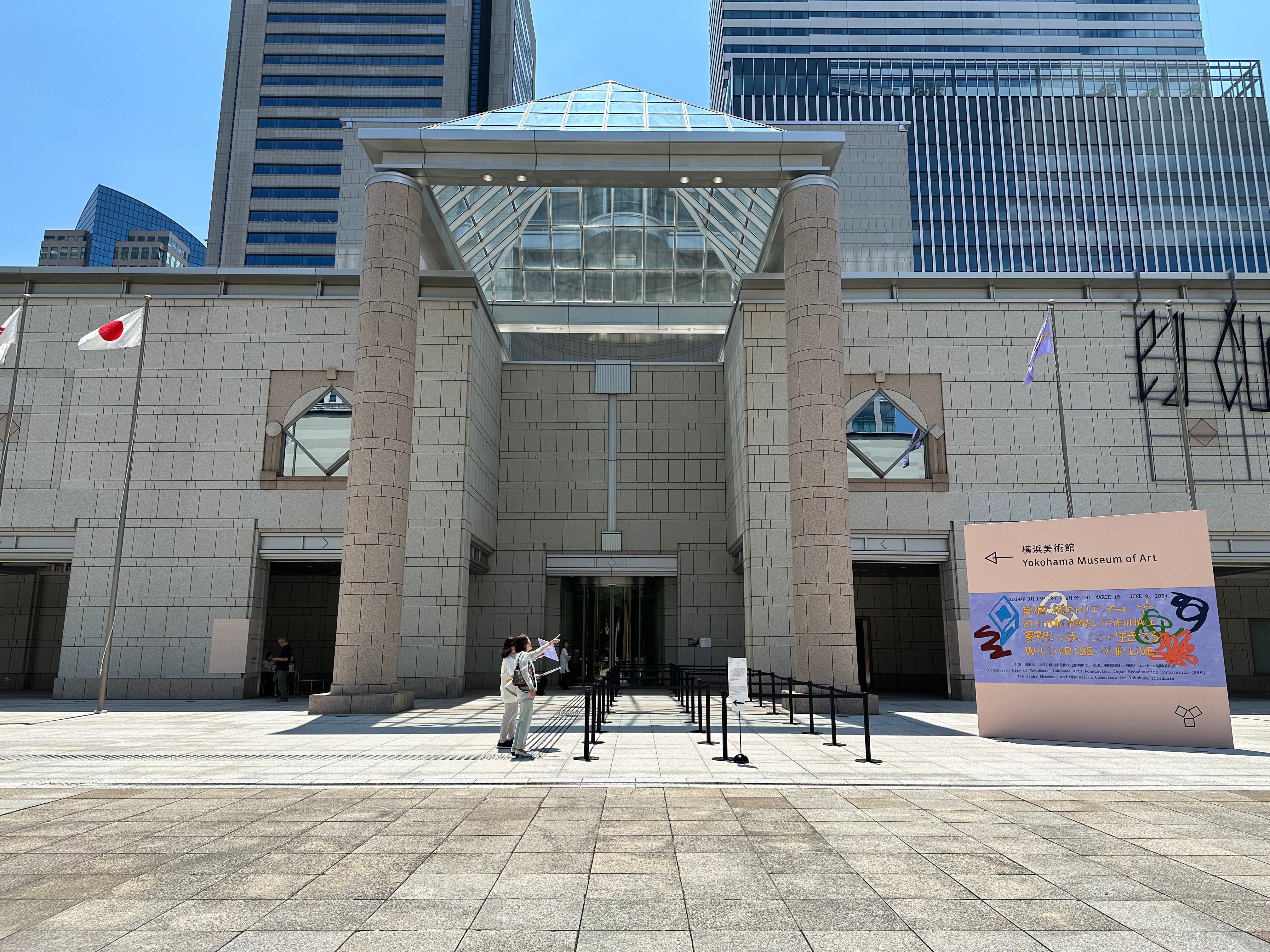
正面入口（2024年6月）
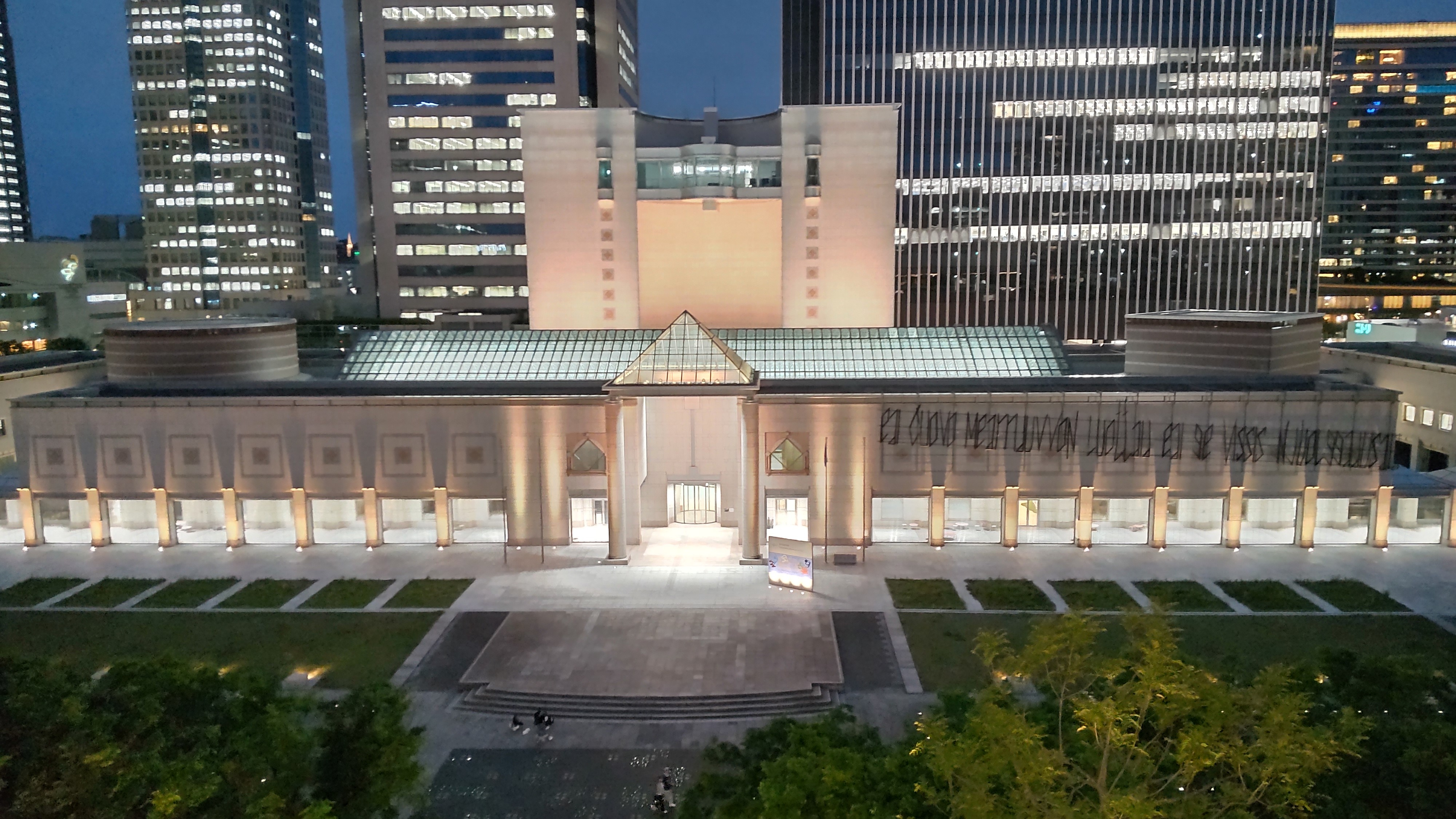
MARK IS みなとみらい屋上庭園から撮影（2024年5月）

エントランス・回廊

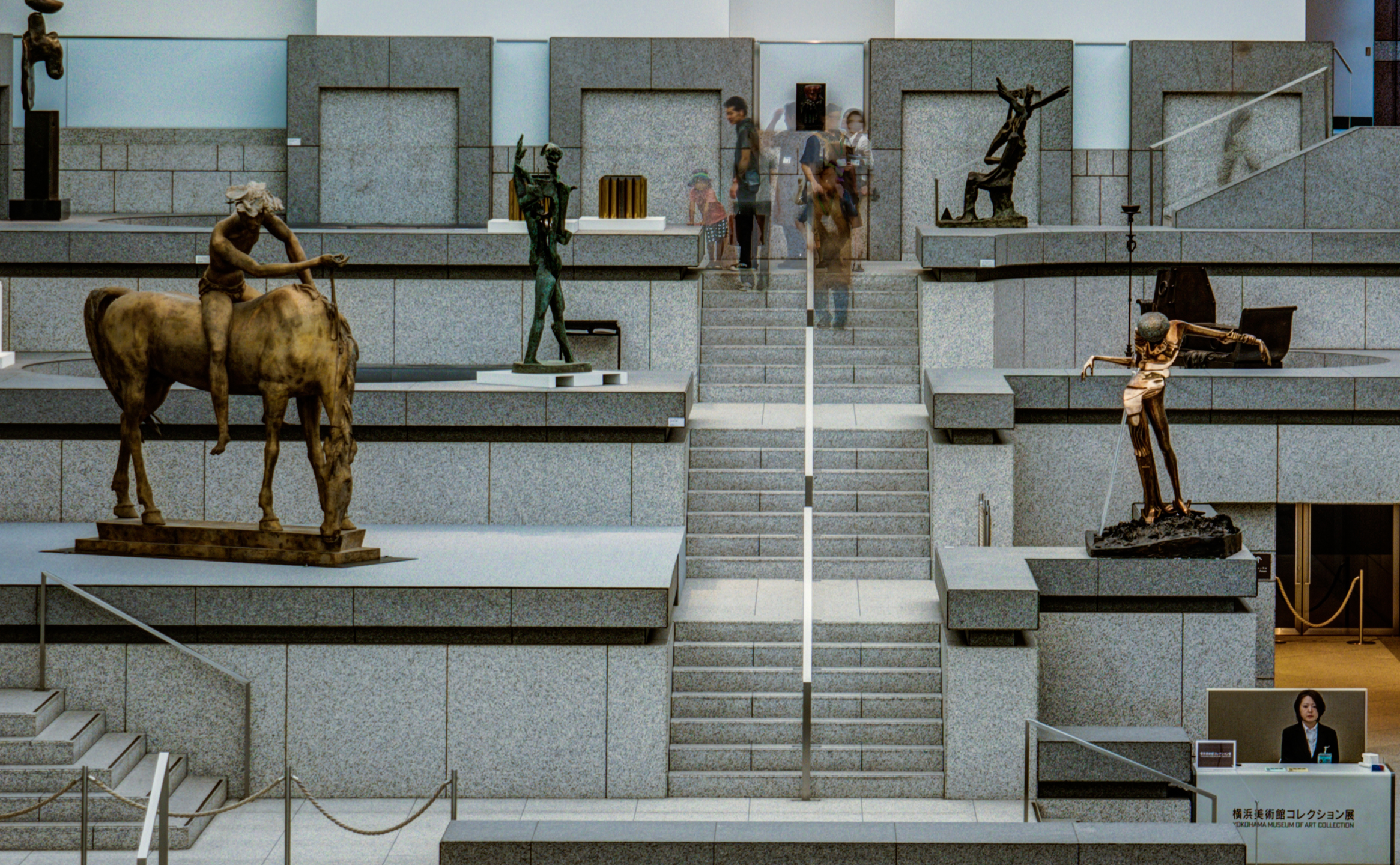
エントランスホールに設けられたグランドギャラリー、クラシックコンサートなどが開催されることもある（2012年6月）
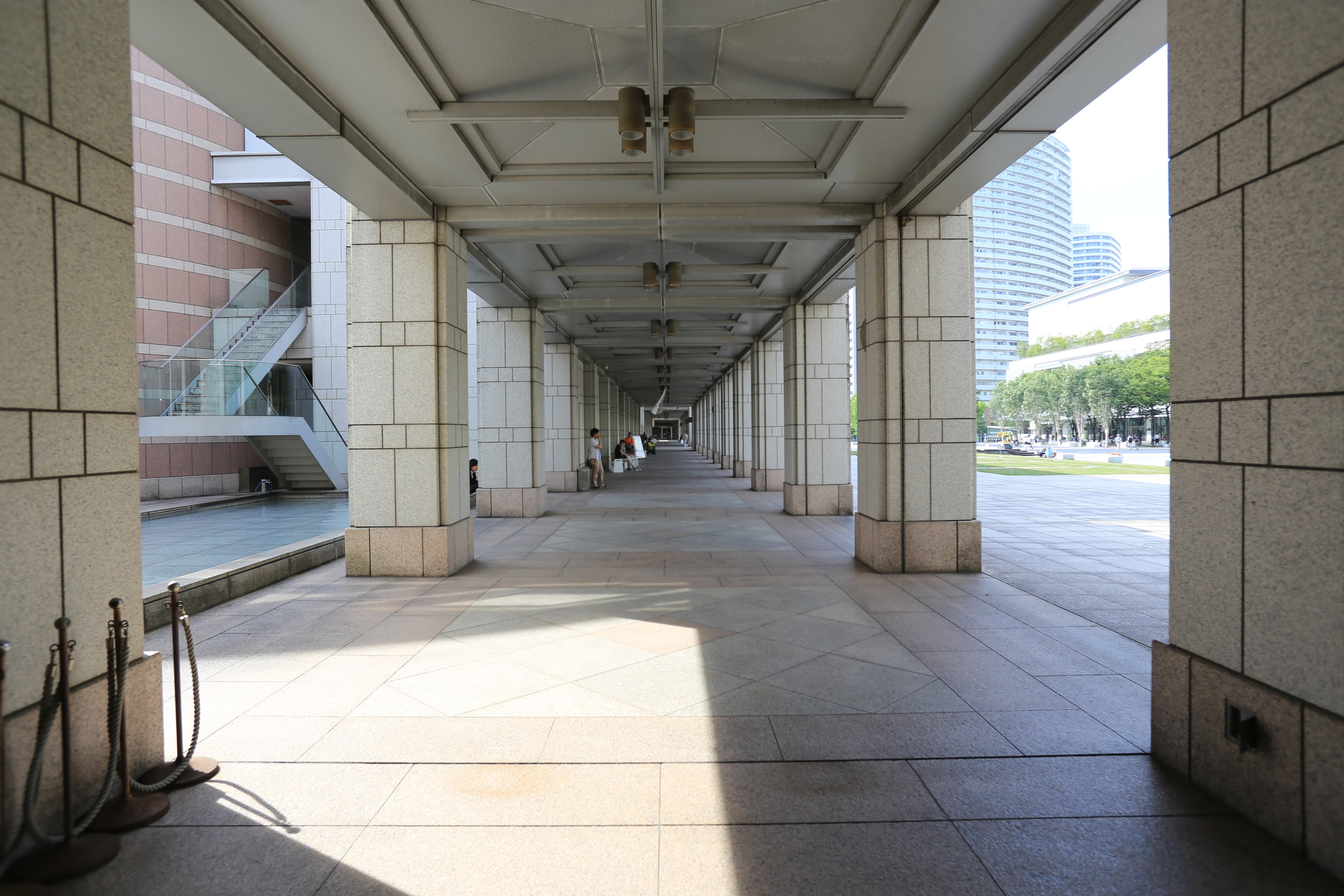
正面両サイドの回廊部分（2013年7月）

館内の併設施設・店舗

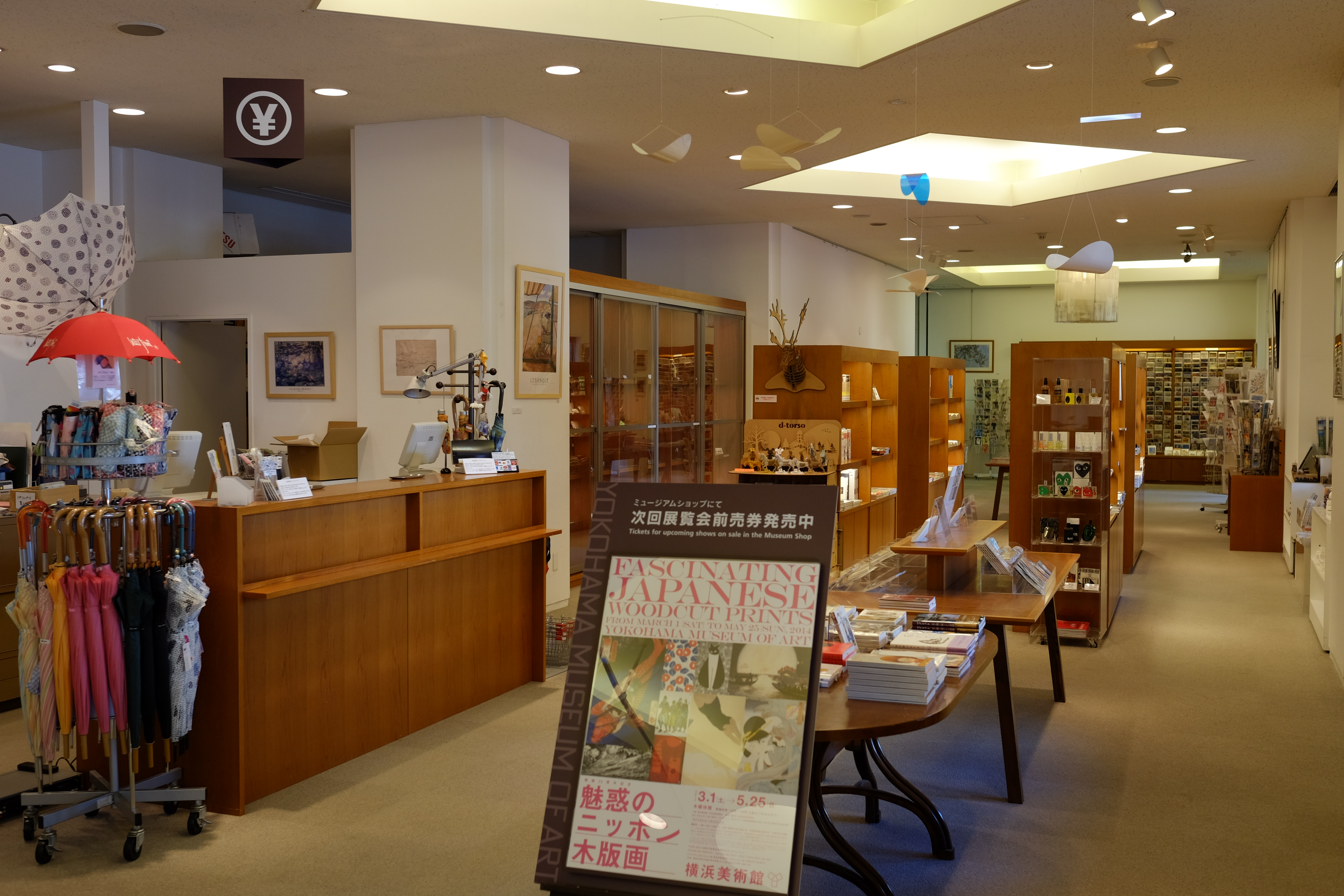
美術館に併設されているミュージアムショップ（2014年2月）
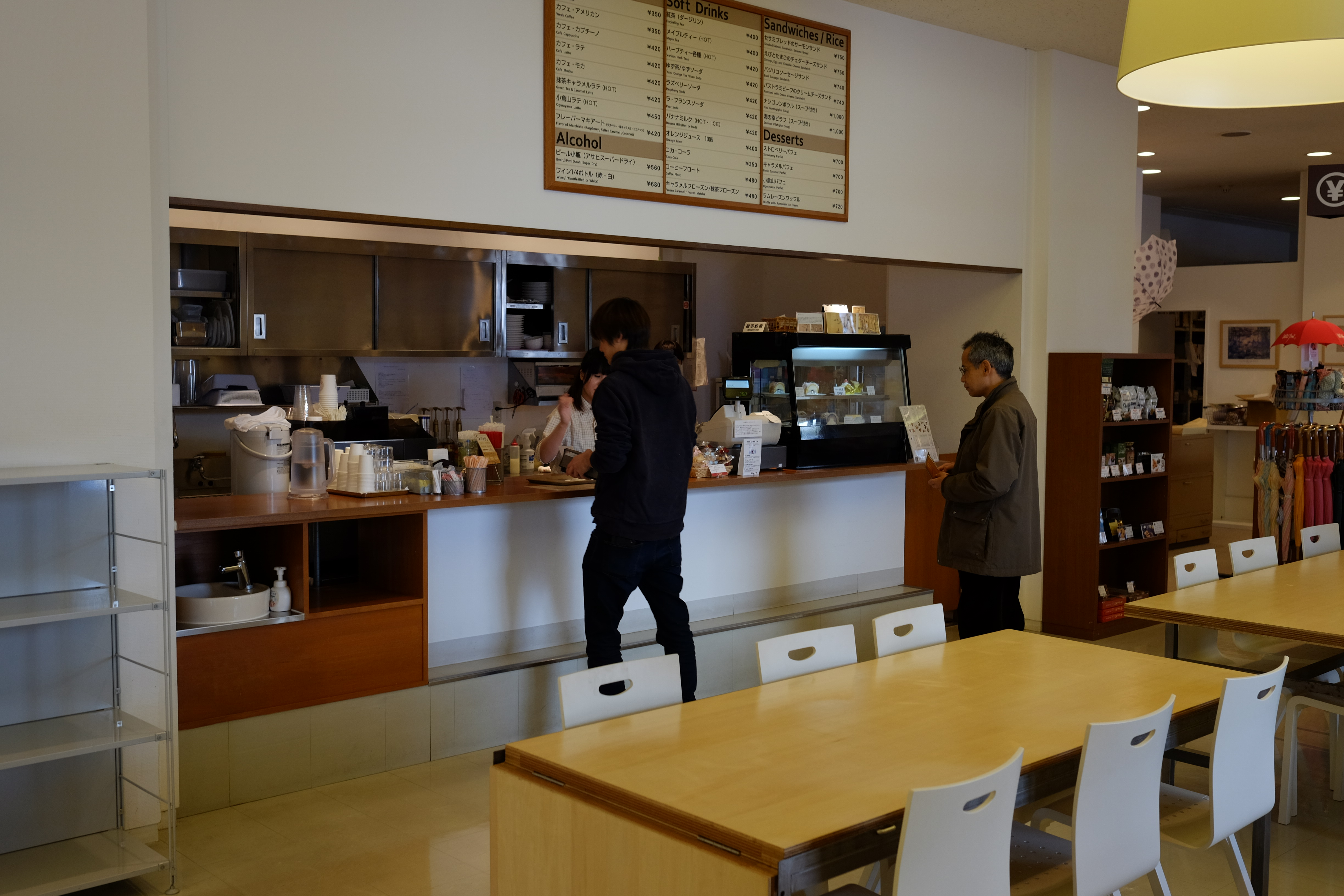
ミュージアムショップの隣にあるカフェ小倉山（2014年2月）

オープンスタジオ・子どものアトリエ（2014年2月撮影）

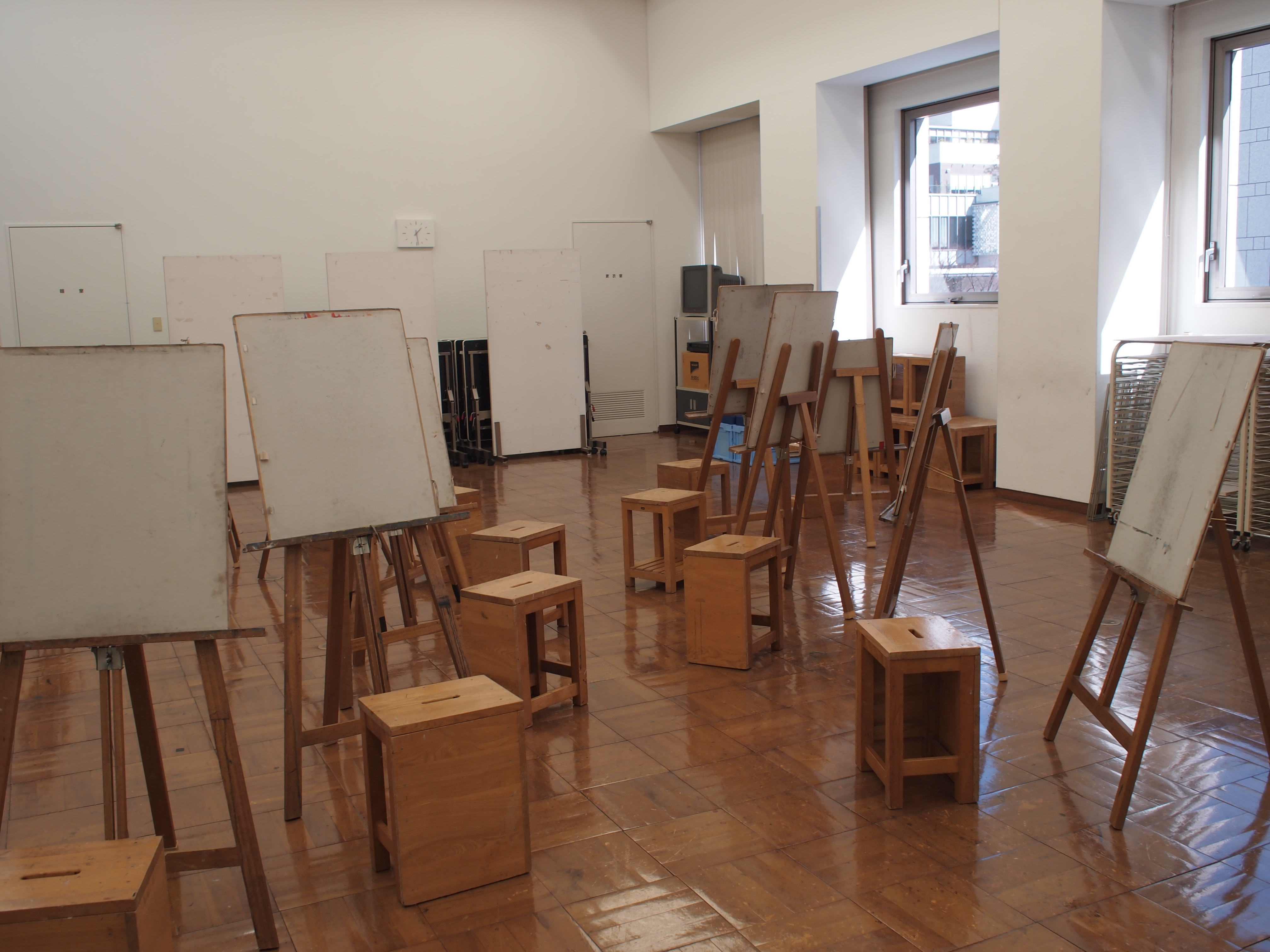
オープンスタジオ平面室 絵画制作のワークショップが開催される
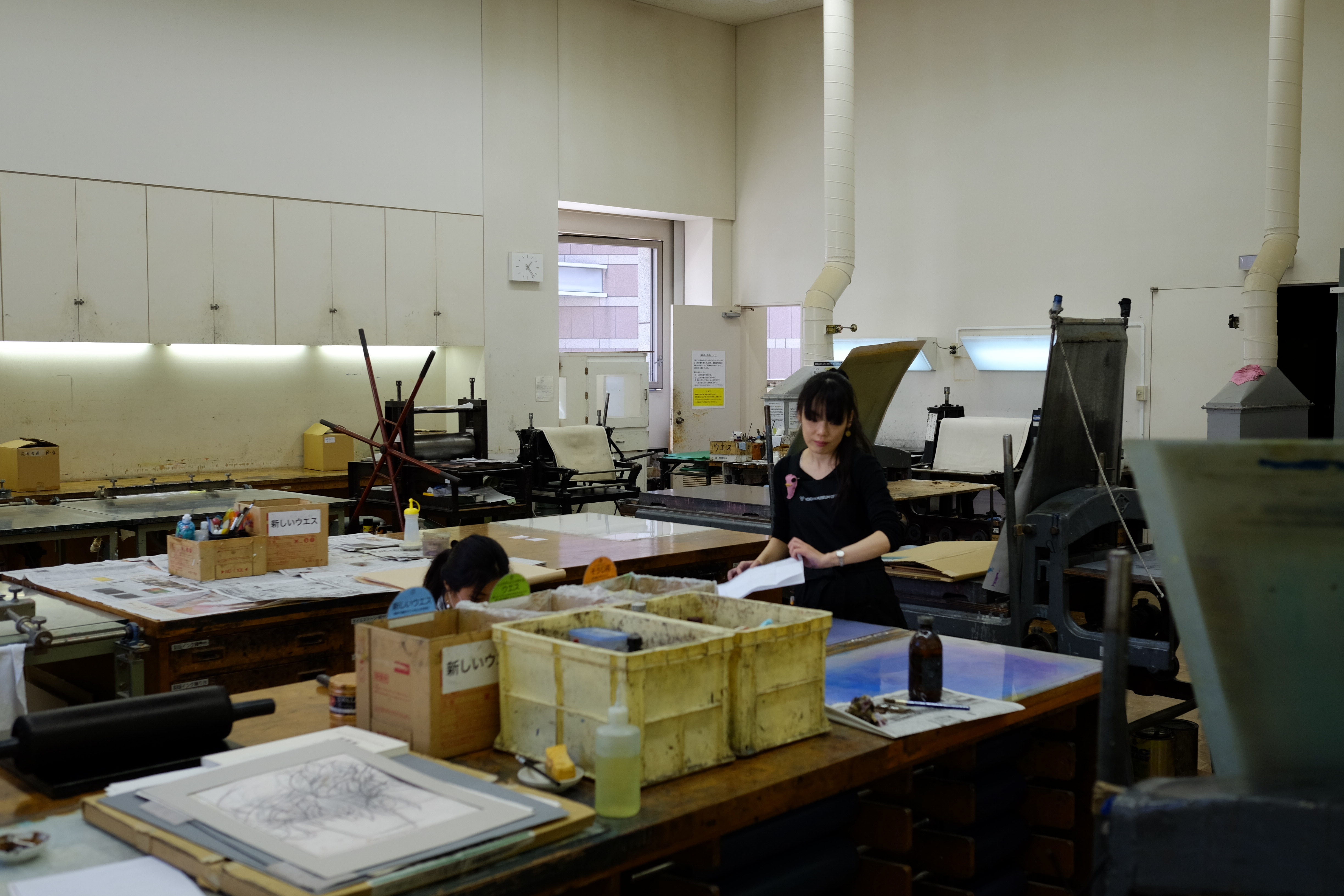
オープンスタジオ版画室 銅版画、リトグラフ、シルクスクリーン、木版画のワークショップが開催される
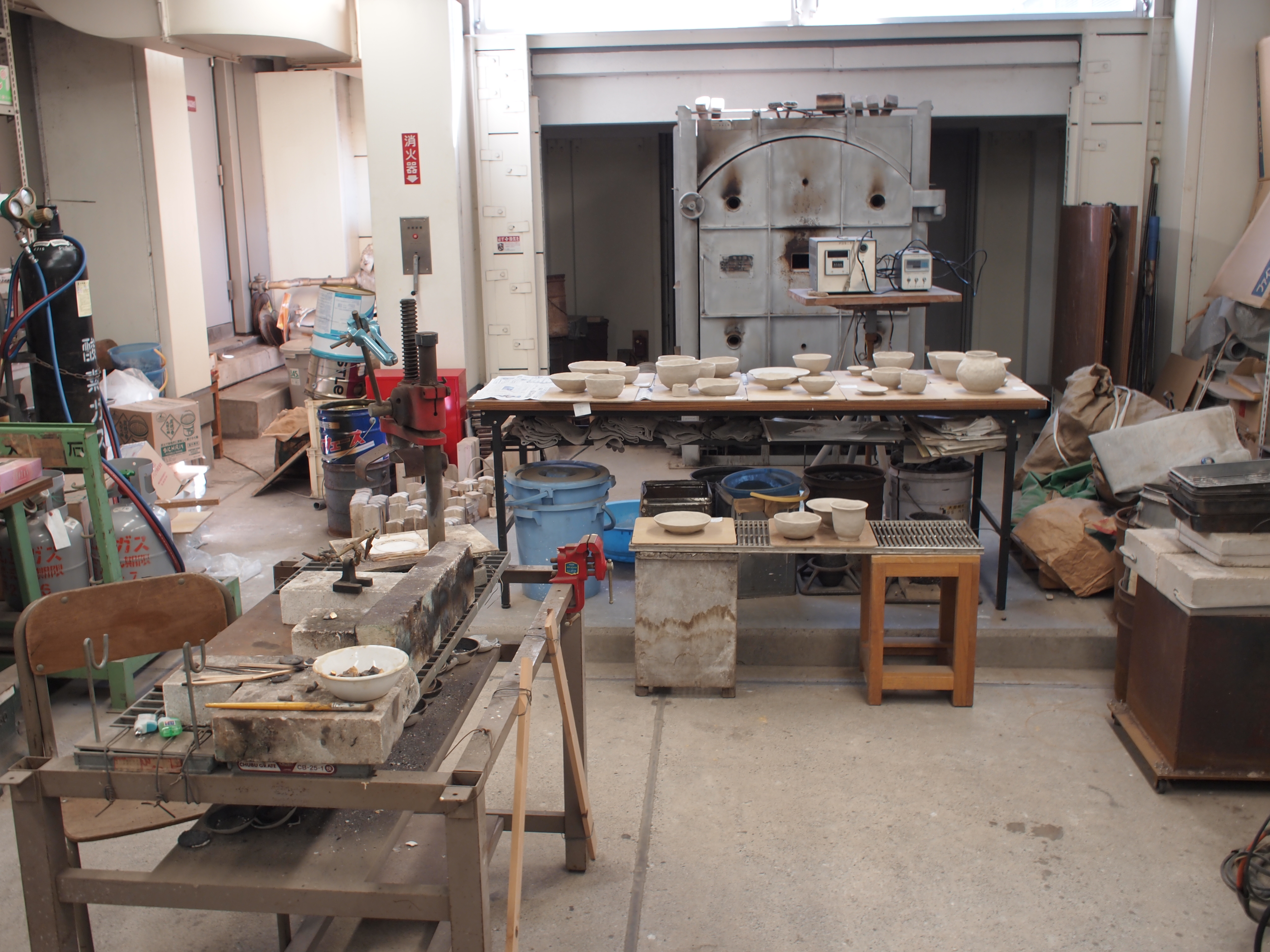
オープンスタジオ立体室 テラコッタ、木工のワークショップが開催される
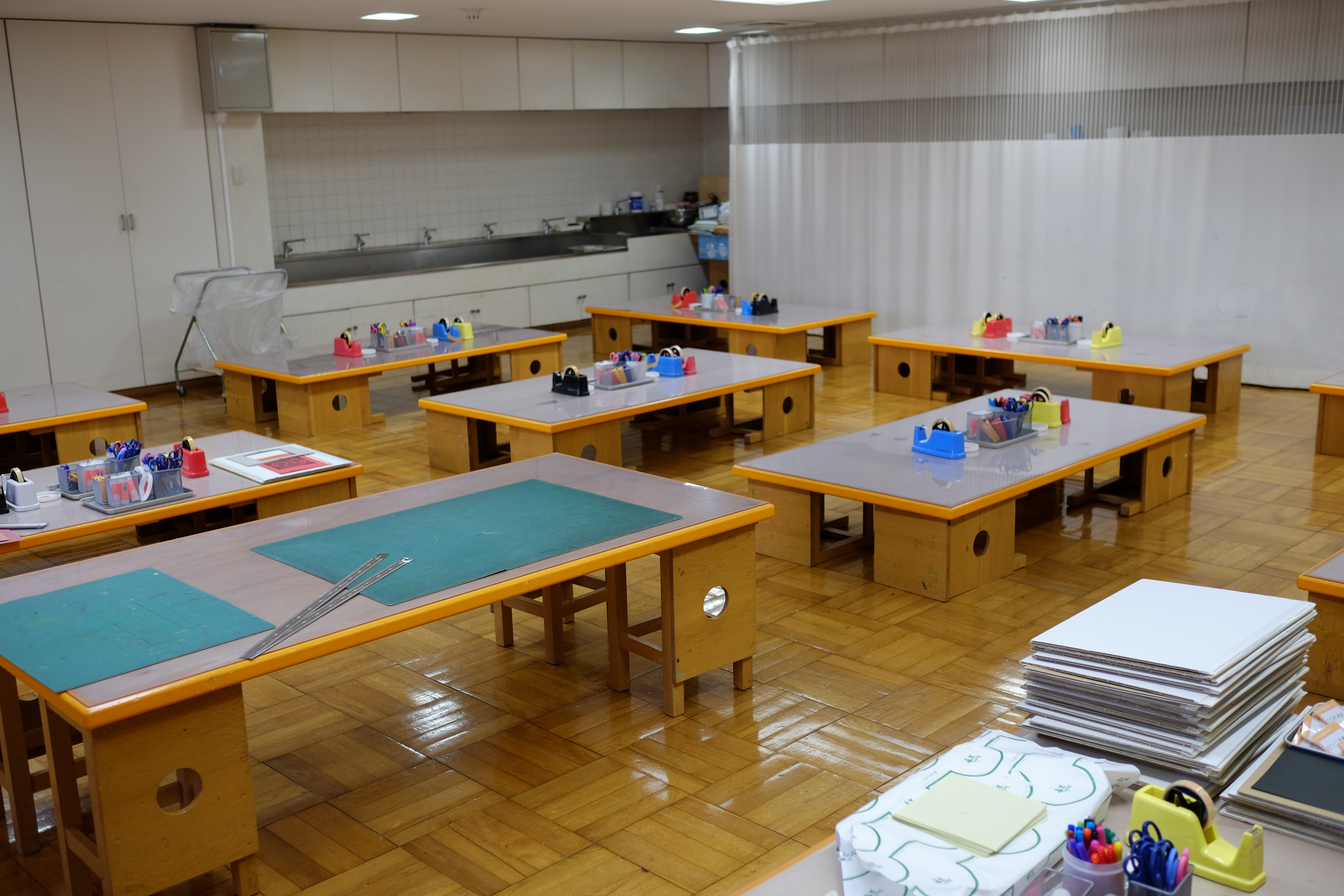
子どものアトリエの工作室 オープンスタジオとして、ダンボールなどを使った工作ワークショップが開催される
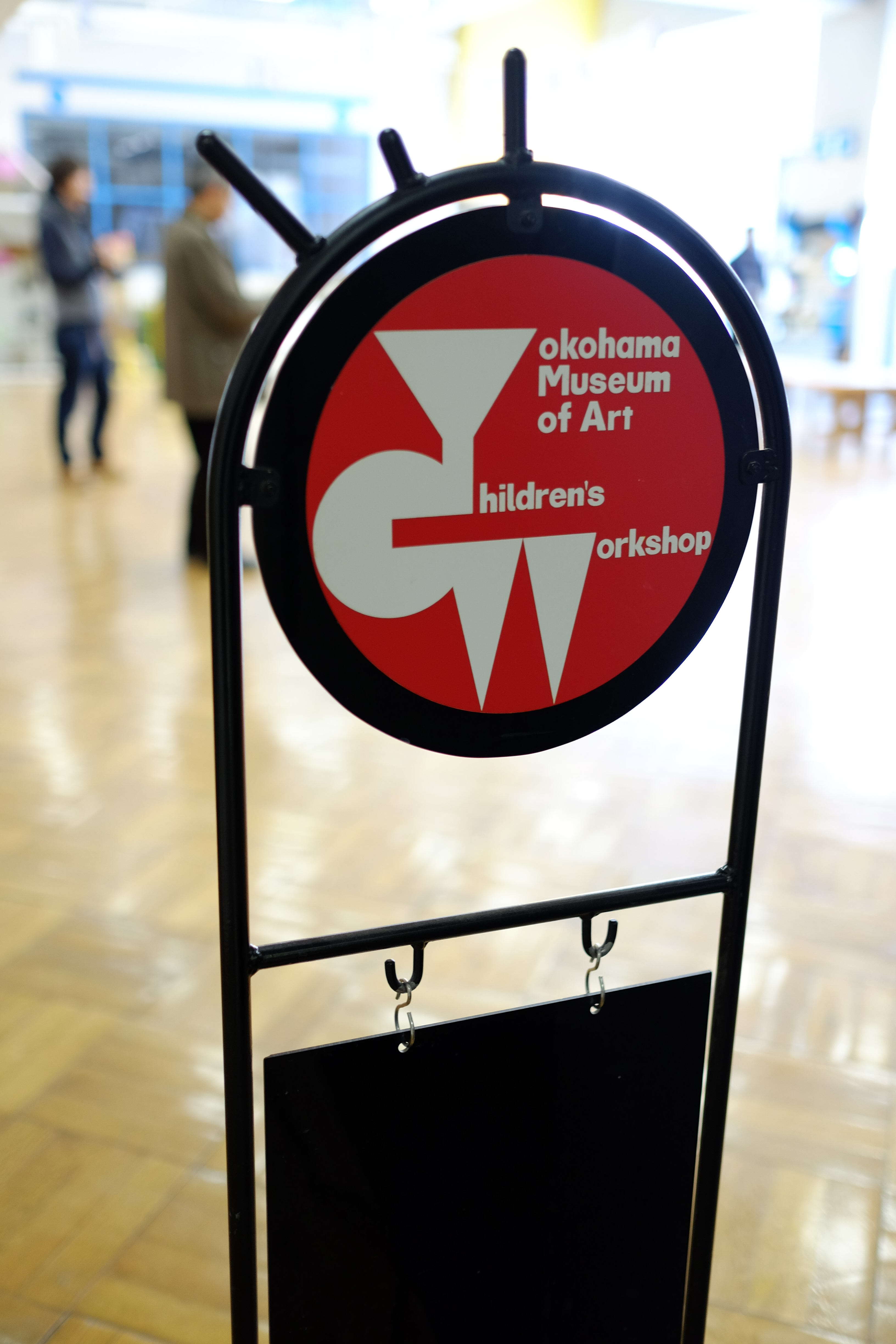
子どものアトリエ内に設置されている立て看板

## 館長・学芸員
- 逢坂恵理子 - 館長（2009年 - 2020年）
- 天野太郎 - 学芸員（1987年 - 2013年）
- 倉石信乃 - 学芸員（1988年 - 2007年）
- 木村絵理子 - 学芸員（2000年 - 2023年）
- 飯岡陸 - 学芸員（2024年 - ）

## 所在地・交通
所在地
- 神奈川県横浜市西区みなとみらい3-4-1

電車
- JR・横浜市営地下鉄「桜木町駅」下車（徒歩10分）
- みなとみらい線「みなとみらい駅」下車（徒歩5分）

バス
- 桜木町駅から横浜市営バス156・292系統で「横浜美術館」下車

## 改修工事による長期休館
改修工事のため、2021年2月まで開催される企画展の終了後、2023年12月に開幕する予定でったヨコハマトリエンナーレ2023（第8回、これに合わせてリニューアルオープン）まで約3年間、長期休館することが発表されていたが、世界的な半導体不足のため改修工事が遅れ、2024年3月15日が正式なリニューアル再開館日となった（これに合わせて第8回横浜トリエンナーレも同日開幕に延期された）。今回の改修では、空調・電気関連の更新のほか収蔵庫の拡張やバリアフリー対応工事などが施されている。
なお、改修工事期間中の仮事務所（移転先）として、みなとみらい地区48街区の「プロット48」(PLOT 48) を使用していたが、再開館の準備もあるため2023年12月に事務所としての機能を当美術館内に再移転している。
横浜トリエンナーレ閉幕後のスケジュールとしては、2024年11月に一部エリアやショップ・カフェなどがオープン（部分開館）したのち、2025年2月8日に全館再オープンした。